# Ericus Olai
För andra betydelser, se Ericus Olai (olika betydelser).
Ericus Olai eller Ericus Upsaliensis, död 24 december 1486, var en svensk dekan och professor i teologi vid Uppsala universitet och historiker – "den svenska historieskrivningens fader" – och tillika en av göticismens förgrundsgestalter.

## Biografi
Om Ericus Olais härkomst är inget känt. Det har antagits att han kom från Uppsala eller Enköping på grundval av tillnamnet Upsaliensis och de goda kunskaper om dessa trakter som präglar hans skrifter. Upsaliensis behöver nödvändigtvis inte syfta på att han kom från Uppsala utan snarast att han studerat vid katedralskolan där. Ericus Olai studerade vid Rostocks universitet där han blev inskriven 1 oktober 1447 och tog magisterexamen 9 oktober 1452. 1475 blev han teologie doktor i Siena; åren däremellan var han verksam som kanik i Uppsala. När ärkebiskop Jöns Bengtsson (Oxenstierna) fängslades 1463 fick Ericus Olai och Kort Rogge i uppdrag att tills vidare förvalta ämbetet. Ericus Olai utnämndes till professor i teologi vid Uppsala universitet i dess första uppsättning av lärare 1477. Två år därefter utnämndes han till dekan vid domkapitlet. Erik Lönnroth skriver om personen Ericus Olai:
| ”                       | Ericus Olai var ingen frondör. Både som historieskrivare och teolog har han visat sitt beroende av hävdvunna auktoriteter. En enda gång har han stått i politikens rampljus: under de dagar i augusti och september 1463, då hans ärkebiskop just hade fängslats och då det gällde att göra dennes vilja gällande utanför fängelsemurarna. Efter detta trädde han aldrig fram som politisk ledare inom sitt kapitel, blott som en aktad prelat och lärd. Som personlighet är och förblir han anonym utanför sina skrifter. Är han den doktor Erik, som 1486 fick pantsätta sin hatt hos Arboga byfogde, är ett tragikomiskt missöde i hans sista ålderdom det enda mänskliga smådrag av honom, som blivit bevarat åt eftervärlden. | „ |
| – Lönnroth 1961, s. 142 | |   |

Julafton 1486 avled Ericus Olai och begravdes i Uppsala domkyrka; vid branden 1702 gick emellertid gravstenen förlorad. Efter sin död, och kanske redan under sin levnad, var Ericus Olai föremål för en kult av närmast religiös karaktär. Människor vallfärdade till hans grav och han benämns som "den helige doktor Ericius" i flera källor fram till reformationen.

## Göticismens grundare
För eftervärlden har Ericus Olai främst blivit ihågkommen för att ha initierat den göticistiska historieskrivningen med historieverket Chronica regni Gothorum (även Historia Suecorum Gothorumque m.m.) som behandlar Sveriges historia. Fem avskrifter av originalet finns bevarade, vilka skiljer sig något åt sinsemellan. Göticismen kan dock urskiljas redan under tidig medeltid.
Krönikan kunde verkställas genom att återkoppla till Nicolaus Ragvaldis gotiska tal i Basel 1434. En av krönikans huvudteser är nämligen att Sverige är urhem för de goter som gjort sig beryktade på den europeiska kontinenten genom att ha krossat det romerska riket. Bevisningen för detta skedde genom ett etymologiskt resonemang, byggt på en sammanblandning mellan goter och götar. Då Nicolaus Ragvaldi framlagt den gotiska tesen hade den varit allt annat än obekant för den övriga världen; den uppstod redan under Jordanes tid. Vad man i Basel reagerade över var Ragvaldis argument att svenskarna borde ha en förnämare plats under förhandlingarna i Basel. De spanska delegaterna accepterade sitt frändskap med Norden, men svarade att endast de mest efterblivna goterna hade stannat kvar i ett så ogästvänligt klimat. | Alkarp 2009, sid 37 ff..
Ericus Olais krönika hamnade så småningom i Rom genom ärkebiskopen Johannes Magnus, varför den kom att utöva ett omstörtande inflytande på den antika historietolkningen. Krönikan refereras till i Johannes Magnus Gothorum Sveonumque historia, brodern Olaus Magnus Carta Marina, samt ligger till grund för Olof Rudbeck d.ä.s Atlantica. Rudbeck var dock ytterst kritisk mot Olais bestämning av det ursprungliga Uppsalas läge, och kunde med argument som ter sig fullt moderna avvisa åtskilligt av Ericus Olais framställning. Den första tryckta utgåvan av Chronica regni Gothorum ombesörjdes av Johannes Messenius år 1615.
Vid 1670-talet uppstod den första svenska kritiken mot Ericus Olai; detta skedde bland annat av professorn av de svenska antikviteterna i Uppsala, Olof Verelius. Under 1870-talet började krönikans källvärde kraftigt att ifrågasättas då det kunde konstateras att Ericus Olai inte återger sina källor på ett tillförlitligt sätt varvid informationen förklarades ogiltig. Som litteratur har krönikan idag endast värde som studie i medeltida propaganda, men trots alla försök att slå hål på samtliga myter den givit upphov till återupplivades de på 1900-talet av de svenska nazisterna, då i synnerhet det högerextrema Samfundet Manhem som hänvisade till denna krönika under invigningen 1935 för att ge historisk, kulturell och rasistisk legitimitet åt svensk nazism.
I sin biografi över Karl Knutsson (Bonde) tillmäter Dick Harrison Chronica regni Gothorum ett större källvärde än Karlskrönikan beträffande händelserna under aktuell tid.

## Psalmer
- En riker man, väldiger han, översättning från latin tryckt 1515, samt på svenska i Swenske Songer eller wisor 1536, Göteborgspsalmboken 1650 och nr 205 i 1695 års psalmbok